# Krúpskaya (Rusia)
Krúpskaya (del ruso: Крупская) es una stanitsa del raión de Výselki del krai de Krasnodar, en Rusia. Está situada en las llanuras de Kubán-Priazov, a orillas del Beisuzhok Pervi, afluente del Beisug, 28 km al nordeste de Výselki y 107 km al nordeste de Krasnodar, la capital del krai. Tenía 1 132 habitantes en 2010.
Es cabeza del municipio Krúpskoye, al que pertenece asimismo Pervomaiski. El municipio en su conjunto contaba con 1 610 habitantes.

## Economía
La principal empresa de la localidad es la ZAO Krupskoye, parte de la firma Agrokompleks, dedicada al sector agrícola.